# Arrondissement Gent
Arrondissement Gent (franska: Arrondissement de Gand, Gand, Arrondissement administratif de Gand) är ett arrondissement i Belgien.   Det ligger i provinsen Östflandern och regionen Flandern, i den nordvästra delen av landet, 50 kilometer väster om huvudstaden Bryssel.

## Kommuner
Följande kommuner ingår i arrondissementet;

- Aalter
- Deinze
- De Pinte
- Destelbergen
- Evergem
- Gavere
- Gent
- Knesselare
- Lochristi
- Lovendegem
- Melle
- Merelbeke
- Moerbeke
- Nazareth
- Nevele
- Oosterzele
- Sint-Martens-Latem
- Waarschoot
- Wachtebeke
- Zomergem
- Zulte